# Dante Lattes
Dante Lattes (Pitigliano, 13 settembre 1876 – Dolo, 19 novembre 1965) è stato un rabbino, pubblicista e politico italiano di religione ebraica.

## Biografia
La famiglia, il cui nome rivela il toponimo provenzale, è presente in Italia soprattutto in Piemonte e in Toscana. Dante Lattes nacque a Pitigliano (Grosseto) nel 1876 da una famiglia di modeste condizioni economiche (il padre David faceva il sarto), che fu costretta a trasferirsi a Livorno quando Dante era ancora bambino. Nella città toscana fece tutti gli studi presso le Scuole ebraiche, poi al Collegio rabbinico dove fu allievo di Elia Benamozegh.
Inviato a Trieste, allora sotto l'Austria-Ungheria, insegnò e guidò la sinagoga «Schola Vivante», frequentata prevalentemente da ebrei corfìoti. Sposò Emma Curiel, figlia del segretario della comunità ebraica locale, a sua volta genero di Abram Vita Morpurgo, il fondatore del «Corriere Israelitico» e guida spirituale della comunità. Questi, a sua volta, discendeva da un ebreo ginevrino di nome Cerf, già soldato napoleonico.
L'ambiente ebraico triestino si caratterizzava, come si vede, per un accentuato cosmopolitismo e la sua stessa appartenenza all'Impero asburgico rendeva facili le relazioni, anche culturali, con l'Europa danubiana e con l'Ebraismo aschkenazita e tedescofono. Questo ebbe una forte influenza sul giovane Dante.
Dal suocero ereditò, insieme al cognato Riccardo Curiel, la direzione del Corriere Israelitico, che era caratterizzato da una spiccata attenzione alle comunità dell'Europa centro-orientale e per un orientamento di sostegno al nascente movimento sionistico.
La sua cittadinanza italiana lo costrinse ad abbandonare Trieste nel 1915, con l'entrata dell'Italia in guerra contro l'Austria. Con la famiglia fu a Padova, poi a Firenze dove strinse una duratura amicizia con Alfonso Pacifici, allora Direttore della «Settimana Israelitica». Dalla fusione delle due testate nacque il settimanale «Israel» (1916) e più tardi «La rassegna mensile di Israel» (1925) e la Casa Editrice con lo stesso nome, benemerita per la diffusione della cultura ebraica in Italia.
Fu per poco tempo a Siena, dove fu colpito dalla morte per malattia della sua secondogenita Nora. Si stabilì successivamente a Roma con la moglie e con la primogenita Lina. Nella capitale incontrò il suo futuro collaboratore Mosè Beilinson, assieme al quale fu molto attivo nel movimento sionistico e in iniziative editoriali per la diffusione della cultura ebraica. Questa sua attività si estese significativamente fra le due guerre, facendone un autore di primo piano del mondo ebraico e non solo di quello italiano. A Roma la figlia si sposò con Leone Michele Luzzatto, pronipote di Samuel David Luzzatto (triestino, che aveva insegnato presso il Collegio Rabbinico di Padova) e che sfortunatamente si ammalò poco dopo la nascita del suo unico nipote.
Nel primo dopoguerra, ormai in pianta stabile a Roma, Lattes divenne uno degli esponenti di spicco del sionismo italiano (fu eletto segretario della Federazione sionistica italiana nel 1918). Si impegnò in prima persona per la pacifica convivenza tra gli ideali di rinascita nazionale ebraici e il progetto nazional-fascista. Nel 1933 Lattes entrò nel consiglio dell'Unione delle Comunità Israelitiche Italiane (oggi Unione delle Comunità Ebraiche Italiane), mentre nel 1936 fu uno dei fondatori del Congresso ebraico mondiale a Ginevra.
Nel 1938, poco dopo la promulgazione della legislazione razziale fascista fu sottoposto al controllo della Polizia, presumibilmente per le sue relazioni strette con l'Organizzazione sionistica mondiale che, anche per la sua sede centrale a Londra, era particolarmente sospetta dal regime fascista. Migrò nel febbraio del 1939, stabilendosi a Tel Aviv e poi a Gerusalemme, ma fu costretto a distruggere per intero il proprio archivio prima della partenza. Un suo tentativo di riprendere un'attività culturale internazionale, pubblicando il mensile «Madregoth» non ebbe un buon risultato, anche per la chiusura dei confini in conseguenza dello scoppio della Seconda guerra mondiale.
Negli anni della guerra svolse un'attività precaria firmando saggi, traduzioni, tenendo conferenze, approfondendo il rapporto intellettuale con Martin Buber. Nel 1946 tornò in Italia. Nella fase di ricostruzione delle Comunità ebraiche italiane, gli fu dapprima proposta la cattedra rabbinica di Venezia, poi fu chiamato a Roma per istituire e dirigere il Centro di Cultura Ebraica dell'Unione delle Comunità Israelitiche Italiane, allora presieduta da Raffaele Cantoni. Nel 1952 fu eletto vice presidente della Unione delle Comunità Israelitiche Italiane. Fu insegnante e poi Direttore del Collegio rabbinico.
In tarda età, e dopo una malattia che poteva essere mortale, si trasferì a Venezia e poi a Padova, per essere vicino al suo unico nipote, Amos Luzzatto, che stava lavorando come chirurgo in vari Ospedali del Veneto. Ma anche lì, soprattutto dirigendo «La rassegna mensile di Israel», la sua attività culturale non conobbe soste. Morì serenamente una vigilia sabbatica presso l'Ospedale di Dolo e fu sepolto a Padova, non lontano dalla tomba di Samuel David Luzzatto che lui aveva molto stimato, studiato e fatto conoscere pur senza aver mai cancellato il ricordo del suo Maestro livornese, Elia Benamozegh.

## Attività editoriale
Lattes è stato un vivace e prolifico attore della vita politica e culturale ebraica italiana della prima metà del Novecento.
Sotto la sua direzione, il “Corriere Israelitico”, fortemente impegnato nel movimento sionista, ha contribuito a promuovere la cultura ebraica degli ebrei italiani in un contesto europeo e americano attraverso dibattiti e ricerche sulla storia e la filosofia e con la pubblicazione di opere di Ahad Ha'am, Joseph Klausner, Israel Zangwill, Edmond Fleg e di scrittori yiddish come Sholem Aleichem, David Pinsky, Isacco Leyb Peretz.
Con Alfonso Pacifici fondò nel 1916 a Firenze il settimanale “Israel” e nel 1925 “La rassegna mensile di Israel”, tuttora pubblicata. Fu tra i primi a sostenere la causa del sionismo in Italia, ma era soprattutto il promotore di un'idea di educazione ebraica basata sulla fusione tra la cultura umanistica italiana e il pensiero ebraico.
Prolifico traduttore ha presentato al pubblico italiano i pensatori e scrittori del movimento di rinascita nazionale ebraica, come il citato Ahad Ha'am, Moses Hess, Leon Pinsker, Haim Nachman Bialik e Martin Buber.
Ha insegnato lingua e letteratura ebraica presso l'Istituto di Lingue Orientali a Roma. 
Il secondo dopo-guerra fu un periodo di produzione eccezionale, dalle dispense settimanali poi raccolte in volumi di Commento alla Torah, alle Haftaròt, ai Salmi, ai Capitoli dei Padri, ai problemi attuali della cultura ebraica.

## Opere
- J.L. Pinsker, Auto-emancipazione ebraica. Scritti di Jehuda Leib Pinsker, Achad Ha'am, Menachem Ussishkin, introduzione di D. Lattes e M. Beilinson. Firenze, Israel, 1922;
- D. Lattes, Apologia dell'ebraismo. Roma, Formiggini, 1923;
- D. Lattes, Felice Momigliano. Il suo pensiero religioso ed ebraico. Firenze, Israel, 1924;
- Il Talmud. Scelte di massime, parabole e leggende, a cura di M. Beilinson e D. Lattes. Torino, Paravia, 1924;
- D. Lattes, H.N. Bialik. Roma, Formiggini, 1925.
- Il sionismo nel pensiero dei suoi capi. Theodor Herzl, Max Nordau, Nahum Sokolow, Chajm Weizmann, a cura di D. Lattes e M. Beilinson. Firenze, Israel, 1925;
- D. Lattes, Il sionismo. Roma, Cremonese, 1928, 2 voll.;
- D. Lattes, Nel solco della Bibbia. Firenze, Israel, 1938;
- D. Lattes, La vita e l'opera di Teodoro Herzl. Roma, Federazione sionistica italiana, 1945;
- D. Lattes, Benedetto Croce e l'inutile martirio d'Israele. Firenze, Israel, 1948;
- Letture ebraiche, raccolte per cura di D. Lattes. Roma, Unione delle Comunità Israelitiche Italiane, 1949;
- D. Lattes, Aspetti e problemi dell'ebraismo. Roma, Unione delle Comunità Israelitiche Italiane, 1954;
- D. Lattes, I profeti d'Israele. Roma, Unione delle Comunità Israelitiche Italiane, 1960.
- Dante Lattes, "Apologia dell'ebraismo", Prefazione di Rav Giuseppe Laras, Con una nota di Claudio Vercelli, Edizioni La Zisa, Palermo 2011 ISBN 978-88-95709-90-1